# Rallador manual rotacional

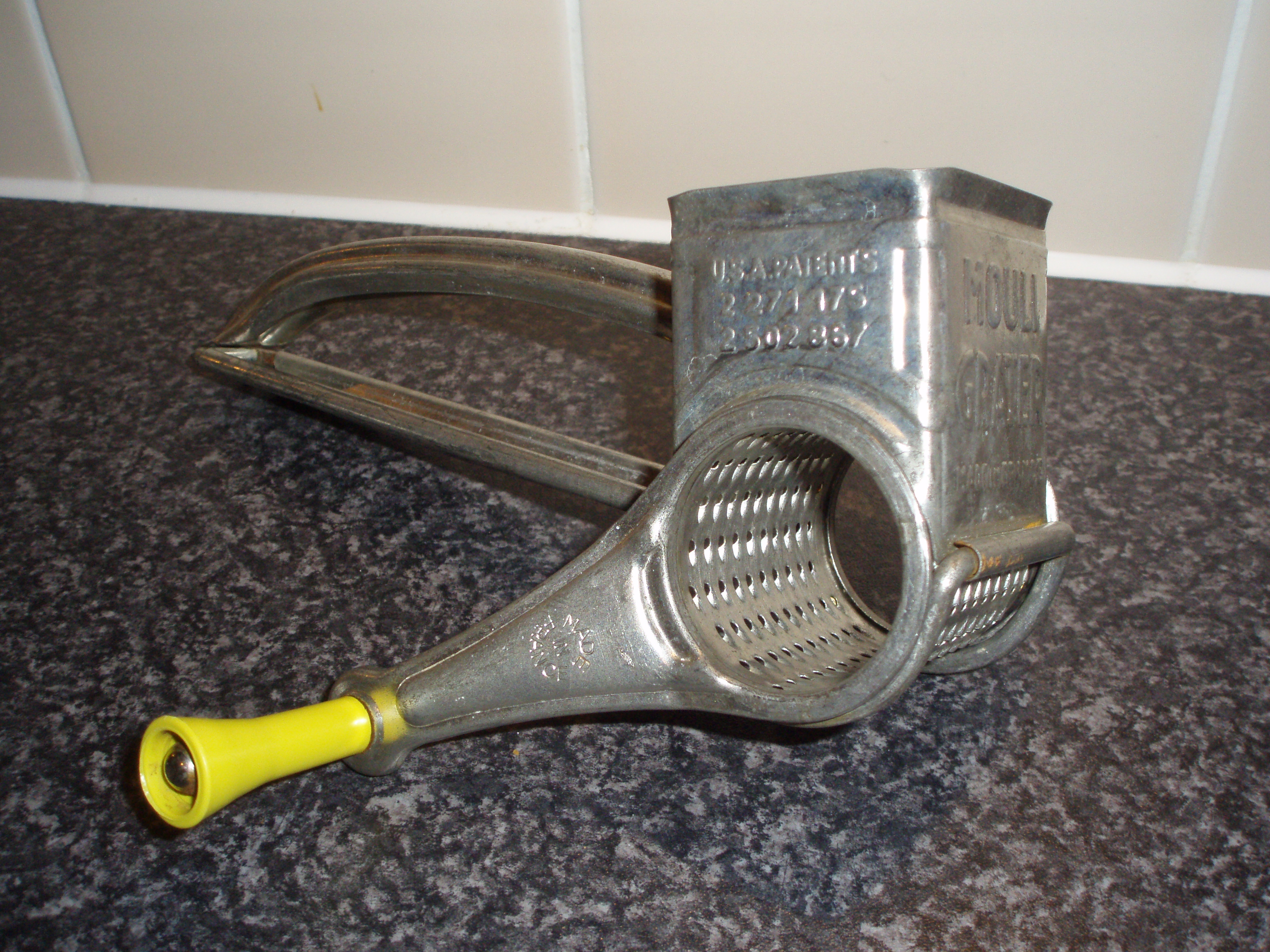
Rallador tipo Mouli

Un rallador manual rotacional es un utensilio de cocina manual diseñado para rallar o hacer puré de pequeñas cantidades de alimentos. El dispositivo consiste en un pequeño cilindro de metal con agujeros que ralla los alimentos, un mango para girar el cilindro y una cavidad donde se presiona la comida que se ralla en el cilindro. Mientras el cilindro se gira, al alimento está siendo rallado.
Este dispositivo fue patentado en Francia en los años 40.